# Convocazioni per la Coppa d'Asia 2015
Elenco dei giocatori convocati da ciascuna Nazionale partecipante alla Coppa d'Asia 2015.
L'età dei giocatori riportata è relativa al 9 gennaio 2015, data di inizio della manifestazione, il numero di presenze include tutte le gare precedenti l'inizio del torneo.
La (c) a fianco al nome del giocatore indica il capitano della Nazionale.

## Gruppo A

### Australia
Allenatore:  Ange Postecoglou
Il 7 dicembre 2014, Postecoglou ha stilato una lista provvisoria di 46 giocatori. La lista definitiva è stata annunciata il 23 dicembre.
| N. | Pos. | Giocatore          | Data nascita (età) | Pres. | Reti | Squadra                  |
| -- | ---- | ------------------ | ------------------ | ----- | ---- | ------------------------ |
| 1  | P    | Mathew Ryan        | 8 aprile 1992      | 13    | 0    | Club Brugge              |
| 2  | D    | Ivan Franjić       | 10 settembre 1987  | 12    | 0    | Torpedo Mosca            |
| 3  | D    | Aziz Behich        | 16 dicembre 1990   | 7     | 2    | Bursaspor                |
| 4  | A    | Tim Cahill         | 6 dicembre 1979    | 76    | 36   | New York Red Bulls       |
| 5  | C    | Mark Milligan      | 4 agosto 1985      | 33    | 2    | Melbourne Victory        |
| 6  | D    | Matthew Špiranović | 27 giugno 1988     | 21    | 0    | Western Sydney Wanderers |
| 7  | A    | Mathew Leckie      | 4 febbraio 1991    | 16    | 1    | Ingolstadt 04            |
| 8  | C    | Massimo Luongo     | 25 settembre 1992  | 5     | 0    | Swindon Town             |
| 9  | A    | Tomi Jurić         | 22 luglio 1991     | 5     | 1    | Western Sydney Wanderers |
| 10 | A    | Robbie Kruse       | 5 ottobre 1988     | 32    | 3    | Bayer Leverkusen         |
| 11 | C    | Tommy Oar          | 10 dicembre 1991   | 21    | 1    | Utrecht                  |
| 12 | P    | Mitchell Langerak  | 22 agosto 1988     | 5     | 0    | Borussia Dortmund        |
| 13 | D    | Jason Davidson     | 29 giugno 1991     | 13    | 0    | West Bromwich Albion     |
| 14 | C    | James Troisi       | 3 luglio 1988      | 16    | 1    | Zulte Waregem            |
| 15 | C    | Mile Jedinak (C)   | 3 agosto 1984      | 52    | 6    | Crystal Palace           |
| 16 | C    | Terry Antonis      | 26 novembre 1993   | 3     | 0    | Sydney FC                |
| 17 | C    | Matt McKay         | 11 gennaio 1983    | 50    | 1    | Brisbane Roar            |
| 18 | P    | Eugene Galeković   | 12 giugno 1981     | 8     | 0    | Adelaide United          |
| 19 | D    | Chris Herd         | 4 aprile 1989      | 3     | 0    | Aston Villa              |
| 20 | D    | Trent Sainsbury    | 5 gennaio 1992     | 4     | 0    | Zwolle                   |
| 21 | A    | Nathan Burns       | 7 maggio 1988      | 7     | 0    | Wellington Phoenix       |
| 22 | D    | Alex Wilkinson     | 13 agosto 1984     | 11    | 0    | Jeonbuk Hyundai Motors   |
| 23 | C    | Mark Bresciano     | 11 febbraio 1980   | 81    | 13   | Al-Gharafa               |

### Corea del Sud
Allenatore:  Uli Stielike
La lista dei convocati è stata annunciata il 22 dicembre 2014.
| N. | Pos. | Giocatore         | Data nascita (età) | Pres. | Reti | Squadra                |
| -- | ---- | ----------------- | ------------------ | ----- | ---- | ---------------------- |
| 1  | P    | Jung Sung-ryong   | 4 gennaio 1985     | 64    | 0    | Suwon Bluewings        |
| 2  | D    | Kim Chang-Soo     | 12 settembre 1985  | 13    | 0    | Kashiwa Reysol         |
| 3  | D    | Kim Jin-Su        | 13 giugno 1992     | 9     | 0    | Hoffenheim             |
| 4  | D    | Kim Ju-Young      | 9 luglio 1988      | 4     | 0    | Shanghai SIPG          |
| 5  | D    | Kwak Tae-Hwi      | 8 luglio 1981      | 37    | 5    | Al-Hilal               |
| 6  | D    | Park Joo-Ho       | 16 gennaio 1987    | 17    | 0    | Magonza                |
| 7  | C    | Son Heung-Min     | 8 luglio 1992      | 34    | 7    | Bayer Leverkusen       |
| 8  | C    | Kim Min-Woo       | 25 febbraio 1990   | 9     | 1    | Sagan Tosu             |
| 9  | A    | Cho Young-Cheol   | 31 maggio 1989     | 10    | 0    | Qatar SC               |
| 10 | C    | Nam Tae-Hee       | 3 luglio 1991      | 16    | 1    | Lekhwiya               |
| 11 | A    | Lee Keun-ho       | 11 aprile 1985     | 70    | 19   | El-Jaish               |
| 12 | C    | Han Kyo-Won       | 15 giugno 1990     | 4     | 1    | Jeonbuk Hyundai Motors |
| 13 | C    | Koo Ja-Cheol      | 27 febbraio 1989   | 42    | 13   | Magonza                |
| 14 | C    | Han Kook-Young    | 19 aprile 1990     | 18    | 0    | Qatar SC               |
| 15 | C    | Lee Myung-Joo     | 24 aprile 1990     | 12    | 1    | Al-Ain                 |
| 16 | C    | Ki Sung-Yueng (c) | 24 gennaio 1989    | 66    | 5    | Swansea City           |
| 17 | C    | Lee Chung-Yong    | 2 luglio 1988      | 64    | 6    | Bolton Wanderers       |
| 18 | A    | Lee Jung-Hyup     | 24 giugno 1991     | 0     | 0    | Sangju Sangmu          |
| 19 | D    | Kim Young-Gwon    | 27 febbraio 1990   | 29    | 1    | Guangzhou Evergrande   |
| 20 | D    | Jang Hyun-Soo     | 28 settembre 1991  | 7     | 0    | Guangzhou R&F          |
| 21 | P    | Kim Seung-Gyu     | 30 settembre 1990  | 7     | 0    | Ulsan Hyundai          |
| 22 | D    | Cha Du-Ri         | 25 luglio 1980     | 70    | 4    | FC Seoul               |
| 23 | P    | Kim Jin-Hyeon     | 6 luglio 1987      | 4     | 0    | Cerezo Osaka           |

### Oman
Allenatore:  Paul Le Guen
La lista dei convocati è stata annunciata il 25 dicembre 2014.
| N. | Pos. | Giocatore                   | Data nascita (età) | Pres. | Reti | Squadra        |
| -- | ---- | --------------------------- | ------------------ | ----- | ---- | -------------- |
| 1  | P    | Ali Al-Habsi (c)            | 30 dicembre 1981   | 100   | 0    | Wigan Athletic |
| 2  | D    | Mohammed Al-Musalami        | 27 aprile 1990     | 35    | 2    | Fanja          |
| 3  | D    | Jaber Al-Owaisi             | 4 novembre 1989    | 27    | 2    | Al-Shabab      |
| 4  | C    | Ali Al-Jabri                | 29 gennaio 1990    | 33    | 0    | Fanja          |
| 5  | D    | Nasser Al-Shimli            | 15 febbraio 1989   | 7     | 0    | Al-Oruba       |
| 6  | C    | Raed Ibrahim Saleh          | 9 giugno 1992      | 42    | 2    | Fanja          |
| 7  | C    | Mohammed Al-Siyabi          | 21 dicembre 1988   | 17    | 2    | Al-Shabab      |
| 8  | C    | Eid Al-Farsi                | 31 gennaio 1987    | 47    | 4    | Al-Oruba       |
| 9  | A    | Abdulaziz Al-Muqbali        | 23 aprile 1989     | 38    | 12   | Fanja          |
| 10 | A    | Qasim Said                  | 20 aprile 1989     | 58    | 8    | Al-Nasr        |
| 11 | D    | Saad Al-Mukhaini            | 6 settembre 1987   | 65    | 0    | Al-Oruba       |
| 12 | C    | Ahmed Mubarak Al Mahaijri   | 23 febbraio 1985   | 108   | 12   | Al-Oruba       |
| 13 | D    | Abdul Salam Al-Mukhaini     | 7 aprile 1988      | 38    | 1    | Al-Oruba       |
| 14 | A    | Yaqoob Abdul-Karim          | 4 settembre 1985   | 33    | 3    | Saham          |
| 15 | D    | Ali Salim Al-Nahar          | 21 agosto 1992     | 17    | 0    | Dhofar         |
| 16 | D    | Ali Al-Busaidi              | 21 gennaio 1991    | 11    | 0    | Al-Nahda       |
| 17 | D    | Hassan Mudhafar Al-Gheilani | 26 giugno 1980     | 113   | 6    | Al-Oruba       |
| 18 | P    | Mazin Al-Kasbi              | 27 aprile 1993     | 13    | 0    | Fanja          |
| 19 | D    | Ahmed Al-Mukhaini           | 2 maggio 1985      | 0     | 0    | Al-Oruba       |
| 20 | A    | Amad Al-Hosni               | 18 luglio 1984     | 115   | 36   | Saham          |
| 21 | C    | Mohsin Al-Khaldi            | 1º gennaio 1992    | 1     | 0    | Saham          |
| 22 | P    | Sulaiman Al-Buraiki         | 23 giugno 1989     | 0     | 0    | Al-Nahda       |
| 23 | A    | Said Al-Ruzaiqi             | 12 dicembre 1986   | 4     | 3    | Al-Nahda       |

### Kuwait
Allenatore:  Nabil Maâloul
La lista dei convocati è stata annunciata il 30 dicembre 2014.
| N. | Pos. | Giocatore                | Data nascita (età) | Pres. | Reti | Squadra    |
| -- | ---- | ------------------------ | ------------------ | ----- | ---- | ---------- |
| 1  | P    | Khaled Al Rashidi        | 20 aprile 1987     | 12    | 0    | Al-Salmiya |
| 2  | D    | Amer Al Fadhel           | 21 aprile 1988     | 14    | 0    | Qadsia     |
| 3  | D    | Fahad Awadh              | 26 febbraio 1985   | 27    | 2    | Al-Kuwait  |
| 4  | D    | Hussain Fadel            | 9 ottobre 1984     | 43    | 2    | Al-Wahda   |
| 5  | D    | Fahed Al Hajri           | 10 novembre 1991   | 14    | 0    | Qadsia     |
| 6  | C    | Khaled Al Qahtani        | 16 febbraio 1985   | 14    | 0    | Qadsia     |
| 7  | C    | Talal Al Fadhel          | 11 agosto 1990     | 0     | 0    | Kazma      |
| 8  | C    | Saleh Al Sheikh          | 29 maggio 1982     | 39    | 1    | Qadsia     |
| 9  | C    | Abdullah Al Buraiki      | 12 agosto 1987     | 10    | 1    | Al-Kuwait  |
| 10 | C    | Abdulaziz Al Misha'an    | 19 ottobre 1988    | 7     | 0    | Qadsia     |
| 11 | C    | Fahad Al Ansari          | 25 febbraio 1987   | 21    | 1    | Qadsia     |
| 12 | C    | Sultan Alenezi           | 29 marzo 1992      | 15    | 0    | Qadsia     |
| 13 | D    | Musaed Neda              | 08 luglio 1983     | 70    | 15   | Al-Oruba   |
| 14 | C    | Talal Al Amer            | 22 febbraio 1987   | 21    | 0    | Qadsia     |
| 15 | A    | Faisal Alenezi           | 11 giugno 1988     | 0     | 0    | Al-Salmiya |
| 16 | C    | Faisal Zaid              | 9 ottobre 1991     | 1     | 0    | Jahra      |
| 17 | A    | Bader Al Mutwa           | 10 gennaio 1985    | 141   | 46   | Qadsia     |
| 18 | D    | Khalid El Ebrahim        | 28 agosto 1992     | 5     | 0    | Qadsia     |
| 19 | A    | Abdul Rahman Al Shammari | 13 febbraio 1993   | 2     | 0    | Al-Nasr    |
| 20 | A    | Yousef Nasser            | 9 ottobre 1990     | 48    | 30   | Kazma      |
| 21 | A    | Ali Maqseed              | 11 dicembre 1986   | 26    | 4    | Al-Arabi   |
| 22 | P    | Nawaf Al Khaldi (c)      | 25 maggio 1981     | 100   | 0    | Qadsia     |
| 23 | P    | Hameed Youssef           | 10 agosto 1987     | 6     | 0    | Al-Arabi   |

## Gruppo B

### Uzbekistan
Allenatore:  Mirjalol Qosimov
La lista dei convocati è stata annunciata il 30 dicembre 2014.
| N. | Pos. | Giocatore             | Data nascita (età) | Pres. | Reti | Squadra            |
| -- | ---- | --------------------- | ------------------ | ----- | ---- | ------------------ |
| 1  | P    | Eldorbek Suyunov      | 12 aprile 1991     | 7     | 0    | Nasaf Qarshi       |
| 2  | D    | Egor Krimets          | 27 gennaio 1992    | 4     | 0    | Pakhtakor          |
| 3  | D    | Shavkat Mullajanov    | 19 gennaio 1986    | 23    | 0    | Olmaliq            |
| 4  | A    | Sardor Rashidov       | 14 giugno 1991     | 9     | 2    | Bunyodkor          |
| 5  | D    | Anzur Ismailov        | 21 aprile 1985     | 55    | 1    | Changchun Yatai    |
| 6  | A    | Bahodir Nasimov       | 2 maggio 1987      | 11    | 5    | Padideh            |
| 7  | C    | Azizbek Haydarov      | 8 luglio 1985      | 56    | 0    | Al-Shabab          |
| 8  | C    | Server Djeparov (c)   | 3 ottobre 1982     | 102   | 23   | Seongnam           |
| 9  | C    | Odil Ahmedov          | 25 novembre 1987   | 60    | 11   | Krasnodar          |
| 10 | C    | Jamshid Iskanderov    | 16 ottobre 1993    | 9     | 0    | Pakhtakor          |
| 11 | A    | Igor Sergeev          | 30 aprile 1993     | 9     | 4    | Pakhtakor          |
| 12 | P    | Ignatiy Nesterov      | 20 giugno 1983     | 84    | 0    | Lokomotiv Tashkent |
| 13 | C    | Lutfulla Turaev       | 30 marzo 1988      | 11    | 0    | Lokomotiv Mosca    |
| 14 | C    | Shukhrat Mukhammadiev | 29 giugno 1989     | 2     | 0    | Nasaf Qarshi       |
| 15 | C    | Jasur Hasanov         | 2 agosto 1983      | 39    | 1    | Lokomotiv Tashkent |
| 16 | C    | Vokhid Shodiev        | 09 novembre 1986   | 4     | 2    | Buxoro             |
| 17 | C    | Sanzhar Tursunov      | 29 dicembre 1986   | 36    | 5    | Vorskla Poltava    |
| 18 | C    | Timur Kapadze         | 5 settembre 1981   | 111   | 10   | Aktobe             |
| 19 | D    | Vitalij Denisov       | 24 febbraio 1987   | 48    | 1    | Lokomotiv Mosca    |
| 20 | D    | Islom Tukhtakhodjaev  | 30 ottobre 1989    | 37    | 0    | Lokomotiv Tashkent |
| 21 | P    | Akbar Turaev          | 27 agosto 1989     | 0     | 0    | Bunyodkor          |
| 22 | C    | Farrukh Sayfiev       | 17 gennaio 1991    | 2     | 0    | Nasaf Qarshi       |
| 23 | D    | Akmal Shorakhmedov    | 10 maggio 1986     | 14    | 0    | Bunyodkor          |

### Arabia Saudita
Allenatore:  Cosmin Olăroiu
La lista dei convocati è stata annunciata il 25 dicembre 2014.
| N. | Pos. | Giocatore             | Data nascita (età) | Pres. | Reti | Squadra    |
| -- | ---- | --------------------- | ------------------ | ----- | ---- | ---------- |
| 1  | P    | Waleed Abdullah       | 19 aprile 1986     | 58    | 0    | Al-Shabab  |
| 2  | D    | Saeed Al Mowalad      | 9 marzo 1991       | 0     | 0    | Al-Ahli    |
| 3  | D    | Osama Hawsawi         | 31 marzo 1984      | 97    | 6    | Al-Ahli    |
| 4  | D    | Abdullah Al-Zori      | 13 agosto 1987     | 37    | 1    | Al-Hilal   |
| 5  | D    | Omar Hawsawi          | 27 settembre 1986  | 2     | 0    | Al-Nassr   |
| 6  | C    | Mustafa Al-Bassas     | 2 giugno 1993      | 8     | 0    | Al-Ahli    |
| 7  | C    | Salman Al-Faraj       | 1º agosto 1989     | 5     | 0    | Al-Hilal   |
| 8  | C    | Yahya Al-Shehri       | 8 maggio 1991      | 20    | 0    | Al-Nassr   |
| 9  | A    | Naif Hazazi           | 11 gennaio 1989    | 37    | 9    | Al-Shabab  |
| 10 | A    | Mohammad Al-Sahlawi   | 10 gennaio 1987    | 7     | 4    | Al-Ahli    |
| 11 | C    | Waleed Bakshween      | 12 novembre 1989   | 4     | 0    | Al-Ahli    |
| 12 | D    | Hassan Muath Fallatah | 27 gennaio 1986    | 48    | 3    | Al-Shabab  |
| 13 | D    | Yasser Al-Shahrani    | 25 maggio 1992     | 0     | 0    | Al-Hilal   |
| 14 | C    | Saud Kariri (c)       | 8 giugno 1980      | 125   | 6    | Al-Hilal   |
| 15 | A    | Nasser Al-Shamrani    | 23 novembre 1983   | 63    | 13   | Al-Hilal   |
| 16 | D    | Motaz Hawsawi         | 17 febbraio 1992   | 48    | 3    | Al-Ahli    |
| 17 | C    | Taisir Al-Jassim      | 25 luglio 1984     | 90    | 10   | Al-Ahli    |
| 18 | C    | Salem Al-Dawsari      | 19 agosto 1991     | 17    | 2    | Al-Hilal   |
| 19 | C    | Fahad Al-Muwallad     | 14 settembre 1994  | 15    | 5    | Al-Ittihad |
| 20 | C    | Nawaf Al Abed         | 26 gennaio 1990    | 23    | 2    | Al-Hilal   |
| 21 | P    | Abdullah Al-Sudairy   | 2 febbraio 1992    | 1     | 0    | Al-Hilal   |
| 22 | P    | Abdullah Al-Enezi     | 20 settembre 1990  | 2     | 0    | Al-Nassr   |
| 23 | D    | Majed Al-Marshedi     | 10 gennaio 1984    | 16    | 0    | Al-Shabab  |

### Cina
Allenatore:  Alain Perrin
La lista dei convocati è stata annunciata il 24 dicembre 2014.
| N. | Pos. | Giocatore       | Data nascita (età) | Pres. | Reti | Squadra              |
| -- | ---- | --------------- | ------------------ | ----- | ---- | -------------------- |
| 1  | P    | Zeng Cheng      | 8 gennaio 1987     | 31    | 0    | Guangzhou Evergrande |
| 2  | D    | Ren Hang        | 23 febbraio 1989   | 9     | 0    | Jiangsu Sainty       |
| 3  | D    | Mei Fang        | 14 novembre 1989   | 6     | 0    | Guangzhou Evergrande |
| 4  | D    | Jiang Zhipeng   | 6 marzo 1989       | 6     | 0    | Guangzhou R&F        |
| 5  | D    | Zhang Linpeng   | 9 maggio 1989      | 41    | 4    | Guangzhou Evergrande |
| 6  | D    | Li Ang          | 15 settembre 1993  | 1     | 0    | Jiangsu Sainty       |
| 7  | C    | Wu Lei          | 19 novembre 1991   | 21    | 4    | Shanghai East Asia   |
| 8  | C    | Cai Huikang     | 10 ottobre 1989    | 7     | 0    | Shanghai East Asia   |
| 9  | A    | Yang Xu         | 12 febbraio 1987   | 32    | 13   | Shandong Luneng      |
| 10 | C    | Zheng Zhi (c)   | 20 agosto 1980     | 81    | 15   | Guangzhou Evergrande |
| 11 | C    | Hao Junmin      | 24 marzo 1987      | 49    | 11   | Shandong Luneng      |
| 12 | P    | Yan Junling     | 28 gennaio 1991    | 0     | 0    | Shanghai East Asia   |
| 13 | C    | Liu Jianye      | 17 giugno 1987     | 42    | 0    | Jiangsu Sainty       |
| 14 | D    | Ji Xiang        | 1º marzo 1990      | 1     | 0    | Jiangsu Sainty       |
| 15 | C    | Wu Xi           | 19 febbraio 1989   | 20    | 1    | Jiangsu Sainty       |
| 16 | C    | Sun Ke          | 26 agosto 1989     | 22    | 4    | Jiangsu Sainty       |
| 17 | D    | Zhang Chengdong | 9 febbraio 1989    | 14    | 0    | Beijing Guoan        |
| 18 | A    | Gao Lin         | 14 febbraio 1986   | 79    | 18   | Guangzhou Evergrande |
| 19 | C    | Liu Binbin      | 16 giugno 1993     | 1     | 0    | Shandong Luneng      |
| 20 | C    | Yu Hanchao      | 25 febbraio 1987   | 35    | 6    | Guangzhou Evergrande |
| 21 | C    | Yu Hai          | 04 giugno 1987     | 50    | 9    | Guizhou Renhe        |
| 22 | C    | Liao Lisheng    | 29 aprile 1993     | 4     | 0    | Guangzhou Evergrande |
| 23 | P    | Wang Dalei      | 10 gennaio 1989    | 9     | 0    | Shandong Luneng      |

### Corea del Nord
Allenatore:  Jo Tong-Sop
La lista dei convocati è stata annunciata il 30 dicembre 2014.
| N. | Pos. | Giocatore        | Data nascita (età) | Pres. | Reti | Squadra          |
| -- | ---- | ---------------- | ------------------ | ----- | ---- | ---------------- |
| 1  | P    | Ri Myong-Guk (c) | 9 settembre 1986   | 54    | 0    | Pyongyang City   |
| 2  | D    | Ri Chang-Ho      | 4 gennaio 1990     | 0     | 0    | Rimyongsu        |
| 3  | D    | Jang Song-Hyok   | 18 gennaio 1991    | 10    | 2    | Rimyongsu        |
| 4  | D    | Jon Kwang-Ik     | 5 aprile 1988      | 30    | 2    | Amrokgang        |
| 5  | D    | Han Song-Hyok    | 4 agosto 1988      | 3     | 0    | Rimyongsu        |
| 6  | D    | Ro Hak-Su        | 19 gennaio 1990    | 12    | 2    | Rimyongsu        |
| 7  | C    | Ri Sang-Chol     | 26 dicembre 1990   | 2     | 2    | Rimyongsu        |
| 8  | C    | Ryang Yong-Gi    | 1º luglio 1982     | 21    | 4    | Vegalta Sendai   |
| 9  | C    | Pak Song-Chol    | 24 settembre 1987  | 28    | 8    | Rimyongsu        |
| 10 | A    | Pak Kwang-Ryong  | 27 settembre 1992  | 12    | 3    | Vaduz            |
| 11 | C    | Jong Il-Gwan     | 30 ottobre 1992    | 25    | 6    | Rimyongsu        |
| 12 | A    | Om Chol-Song     | 12 novembre 1992   | 1     | 0    | April 25         |
| 13 | D    | Sim Hyon-Jin     | 1º gennaio 1991    | 9     | 1    | April 25         |
| 14 | A    | Kye Song-Hyok    | 12 novembre 1992   | 2     | 1    | April 25         |
| 15 | D    | Jang Kuk-Chol    | 16 febbraio 1994   | 0     | 0    | Hwaebul          |
| 16 | D    | Cha Jong-Hyok    | 25 settembre 1985  | 45    | 1    | Wil 1900         |
| 17 | A    | So Hyon-Uk       | 17 aprile 1992     | 3     | 0    | April 25         |
| 18 | P    | Ri Kwang-Il      | 13 aprile 1988     | 0     | 0    | April 25         |
| 19 | C    | Ri Yong-Jik      | 8 febbraio 1991    | 0     | 0    | Tokushima Vortis |
| 20 | A    | Choe Won         | 25 novembre 1992   | 0     | 0    | Hwaebul          |
| 21 | C    | O Hyok-Chol      | 2 agosto 1991      | 3     | 1    | April 25         |
| 22 | P    | Ju Kwang-Min     | 20 maggio 1990     | 14    | 0    | Rimyongsu        |

## Gruppo C

### Iran
Allenatore:  Carlos Queiroz
La lista dei convocati è stata annunciata il 30 dicembre 2014.
| N. | Pos. | Giocatore            | Data nascita (età) | Pres. | Reti | Squadra           |
| -- | ---- | -------------------- | ------------------ | ----- | ---- | ----------------- |
| 1  | P    | Alireza Haghighi     | 2 maggio 1988      | 10    | 0    | Penafiel          |
| 2  | A    | Khosro Heydari       | 14 settembre 1983  | 53    | 0    | Esteghlal         |
| 3  | C    | Ehsan Hajsafi        | 25 febbraio 1990   | 66    | 3    | Sepahan           |
| 4  | D    | Jalal Hosseini       | 3 febbraio 1982    | 89    | 6    | Al-Ahli           |
| 5  | D    | Amir Hossein Sadeghi | 6 settembre 1981   | 20    | 1    | Esteghlal         |
| 6  | C    | Javad Nekounam (c)   | 7 settembre 1980   | 144   | 37   | Osasuna           |
| 7  | C    | Masoud Shojaei       | 9 giugno 1984      | 54    | 5    | Al-Shahania       |
| 8  | D    | Morteza Pouraliganji | 19 aprile 1992     | 0     | 0    | Naft Tehran       |
| 9  | C    | Omid Ebrahimi        | 16 settembre 1987  | 6     | 0    | Esteghlal         |
| 10 | A    | Karim Ansarifard     | 3 aprile 1990      | 44    | 9    | Osasuna           |
| 11 | D    | Vouria Ghafouri      | 20 settembre 1987  | 1     | 0    | Sepahan           |
| 12 | P    | Mohsen Forouzan      | 3 maggio 1988      | 1     | 0    | Esteghlal         |
| 13 | A    | Vahid Amiri          | 2 aprile 1988      | 0     | 0    | Naft Tehran       |
| 14 | C    | Andranik Teymourian  | 6 marzo 1983       | 83    | 8    | Tractor Sazi      |
| 15 | D    | Ramin Rezaian        | 21 marzo 1990      | 0     | 0    | Rah Ahan          |
| 16 | A    | Reza Ghoochannejhad  | 20 settembre 1987  | 18    | 11   | Charlton Athletic |
| 17 | C    | Soroush Rafiei       | 24 marzo 1990      | 1     | 0    | Foolad            |
| 18 | A    | Alireza Jahanbakhsh  | 11 agosto 1993     | 11    | 1    | NEC               |
| 19 | D    | Hashem Beikzadeh     | 22 gennaio 1984    | 17    | 1    | Esteghlal         |
| 20 | A    | Sardar Azmoun        | 1º gennaio 1995    | 3     | 1    | Rubin Kazan       |
| 21 | A    | Ashkan Dejagah       | 5 giugno 1986      | 18    | 4    | Al-Arabi          |
| 22 | P    | Alireza Beiranvand   | 22 settembre 1992  | 0     | 0    | Naft Tehran       |
| 23 | D    | Mehrdad Pooladi      | 26 febbraio 1987   | 23    | 0    | Al-Shahania       |

### Emirati Arabi Uniti
Allenatore:  Mahdi Ali
La lista dei convocati è stata annunciata il 27 dicembre 2014.
| N. | Pos. | Giocatore                   | Data nascita (età) | Pres. | Reti | Squadra    |
| -- | ---- | --------------------------- | ------------------ | ----- | ---- | ---------- |
| 1  | P    | Majed Nasser                | 1º aprile 1984     | 64    | 0    | Al-Wasl    |
| 2  | C    | Hassan Ibrahim              | 19 ottobre 1990    | 4     | 0    | Al Shabab  |
| 3  | D    | Walid Abbas                 | 11 giugno 1985     | 15    | 4    | Al Ahli    |
| 4  | C    | Habib Fardan                | 11 novembre 1990   | 14    | 7    | Al Nasr    |
| 5  | C    | Amer Abdulrahman            | 3 luglio 1989      | 37    | 2    | Baniyas    |
| 6  | D    | Mohanad Salem               | 1º marzo 1985      | 3     | 0    | Al Ain     |
| 7  | A    | Ali Mabkhout                | 5 ottobre 1990     | 31    | 20   | Al-Jazira  |
| 8  | D    | Hamdan Al Kamali            | 2 maggio 1989      | 31    | 0    | Al Wahda   |
| 9  | D    | Abdulaziz Hussain           | 10 settembre 1990  | 0     | 0    | Al Ahli    |
| 10 | C    | Omar Abdulrahman (c)        | 20 settembre 1991  | 26    | 5    | al-'Ayn    |
| 11 | A    | Ahmed Khalil                | 8 giugno 1991      | 57    | 24   | Al-Ahli    |
| 12 | P    | Khalid Eisa                 | 15 settembre 1989  | 0     | 0    | Al Ain     |
| 13 | C    | Khamis Esmaeel              | 16 agosto 1989     | 64    | 0    | Al-Jazira  |
| 14 | D    | Abdelaziz Sanqour           | 7 maggio 1989      | 2     | 0    | Al-Ahli    |
| 15 | C    | Ismail Al Hammadi           | 1º luglio 1988     | 51    | 7    | Al-Ahli    |
| 16 | C    | Mohammed Abdulrahman        | 1º gennaio 1989    | 2     | 0    | Al Ain     |
| 17 | C    | Majed Hassan                | 1º agosto 1992     | 3     | 1    | Al Ahli    |
| 18 | D    | Mohamed Fawzi               | 22 febbraio 1990   | 4     | 0    | Baniyas    |
| 19 | D    | Mohamed Ismail Ahmed Ismail | 1º luglio 1983     | 1     | 0    | Al Ain     |
| 20 | A    | Saeed Al Kathiri            | 28 marzo 1988      | 15    | 4    | Al-Wahda   |
| 21 | C    | Haboush Saleh               | 13 luglio 1989     | 8     | 0    | Baniyas    |
| 22 | P    | Mohamed Yousef Al-Hosani    | 25 maggio 1991     | 0     | 0    | Al-Sharjah |
| 23 | D    | Mohamed Ahmed               | 16 aprile 1989     | 9     | 0    | Al Ain     |

### Qatar
Allenatore:  Djamel Belmadi
La lista dei convocati è stata annunciata il 23 dicembre 2014.
| N. | Pos. | Giocatore              | Data nascita (età) | Pres. | Reti | Squadra    |
| -- | ---- | ---------------------- | ------------------ | ----- | ---- | ---------- |
| 1  | P    | Qasem Burhan           | 15 dicembre 1985   | 66    | 0    | Al-Gharafa |
| 2  | D    | Mohammed Musa          | 23 marzo 1986      | 24    | 0    | Lekhwiya   |
| 3  | D    | Abdelkarim Hassan      | 28 agosto 1993     | 28    | 4    | Al-Sadd    |
| 4  | D    | Almahdi Ali Mukhtar    | 2 marzo 1992       | 12    | 1    | Al-Sadd    |
| 5  | C    | Abdulaziz Hatem        | 28 ottobre 1990    | 19    | 0    | Al-Arabi   |
| 6  | D    | Bilal Mohammed         | 2 giugno 1986      | 108   | 6    | Al-Gharafa |
| 7  | D    | Khalid Muftah          | 2 luglio 1992      | 26    | 1    | Lekhwiya   |
| 8  | C    | Ali Assadalla          | 19 gennaio 1993    | 10    | 3    | Al-Sadd    |
| 9  | A    | Meshal Abdullah (c)    | 2 maggio 1984      | 33    | 6    | Al-Ahli    |
| 10 | C    | Khalfan Ibrahim        | 18 febbraio 1988   | 81    | 22   | Al-Sadd    |
| 11 | A    | Hassan Al Haidos       | 11 dicembre 1990   | 49    | 3    | Al-Sadd    |
| 12 | A    | Magid Mohamed          | 11 ottobre 1985    | 56    | 8    | Al-Jaish   |
| 13 | D    | Ibrahim Majid          | 12 maggio 1990     | 67    | 4    | Al-Sadd    |
| 14 | C    | Khalid Abdulraouf      | 14 novembre 1989   | 4     | 0    | Al-Jaish   |
| 15 | D    | Abdurahman Abubakar    | 3 agosto 1990      | 2     | 1    | Al-Jaish   |
| 16 | C    | Boualem Khoukhi        | 7 settembre 1990   | 11    | 6    | Al-Arabi   |
| 17 | C    | Ismaeel Mohammad       | 5 aprile 1990      | 14    | 0    | Lekhwiya   |
| 18 | A    | Mohammed Trésor        | 08 aprile 1987     | 0     | 0    | Lekhwiya   |
| 19 | C    | Mohammed Muntari       | 20 dicembre 1993   | 0     | 0    | Al-Jaish   |
| 20 | C    | Karim Boudiaf          | 16 settembre 1989  | 9     | 0    | Lekhwiya   |
| 21 | P    | Ahmed Soufiane         | 9 agosto 1990      | 2     | 0    | Al-Jaish   |
| 22 | P    | Saad Al Sheeb          | 19 febbraio 1990   | 15    | 0    | Al-Sadd    |
| 23 | C    | Ahmed Mohamed El Sayed | 23 marzo 1990      | 12    | 1    | Umm-Salal  |

### Bahrain
Allenatore:  Marjan Eid
La lista dei convocati è stata annunciata il 30 dicembre 2014.
| N. | Pos. | Giocatore               | Data nascita (età) | Pres. | Reti | Squadra      |
| -- | ---- | ----------------------- | ------------------ | ----- | ---- | ------------ |
| 1  | P    | Sayed Jaffer            | 25 agosto 1985     | 54    | 0    | Al-Muharraq  |
| 2  | D    | Mohamed Husain (c)      | 31 luglio 1980     | 71    | 6    | Al-Nassr     |
| 3  | D    | Waleed Al-Hayam         | 4 novembre 1988    | 8     | 0    | Al-Muharraq  |
| 4  | C    | Sayed Saeed             | 17 luglio 1992     | 16    | 4    | Al-Riffa     |
| 5  | D    | Abdulla Shallal         | 31 gennaio 1993    | 1     | 0    | Al-Riffa     |
| 6  | D    | Abdulla Yaser           | 27 marzo 1988      | 5     | 0    | Al-Muharraq  |
| 7  | C    | Abdulwahab Al-Safi      | 4 giugno 1984      | 36    | 1    | Al-Qadisiyah |
| 8  | C    | Sayed Ahmed             | 4 marzo 1991       | 9     | 0    | Al-Busaiteen |
| 9  | C    | Abdulwahab Al-Malood    | 21 luglio 1989     | 15    | 1    | Al-Hidd      |
| 10 | A    | Mohammed Tayeb Al Alawi | 13 ottobre 1989    | 10    | 5    | Al-Riffa     |
| 11 | A    | Ismail Abdul-Latif      | 11 settembre 1986  | 61    | 29   | Al-Muharraq  |
| 12 | C    | Faouzi Aaish            | 27 febbraio 1985   | 59    | 16   | Al-Sailiya   |
| 13 | D    | Abdulla Al-Haza'a       | 19 luglio 1990     | 13    | 0    | Al-Hidd      |
| 14 | A    | Jaycee John Okwunwanne  | 8 ottobre 1985     | 45    | 21   | Al-Mesaimeer |
| 15 | C    | Abdullah Omar           | 01 gennaio 1987    | 42    | 3    | Al-Muharraq  |
| 16 | A    | Abdulla Yusuf Helal     | 12 giugno 1993     | 0     | 0    | East Riffa   |
| 17 | D    | Hussain Ali Baba        | 11 febbraio 1982   | 71    | 1    | Al-Muharraq  |
| 18 | D    | Mohamed Duaij Mahorfi   | 9 maggio 1989      | 12    | 0    | Al-Riffa     |
| 19 | A    | Faisal Abudahoom        | 25 settembre 1988  | 0     | 0    | East Riffa   |
| 20 | A    | Sami Al-Husaini         | 29 settembre 1989  | 20    | 2    | Al-Busaiteen |
| 21 | P    | Hamed Al-Doseri         | 24 luglio 1989     | 1     | 0    | Al-Riffa     |
| 22 | P    | Ashraf Waheed Al Sebaie | 5 luglio 1991      | 0     | 0    | Manama       |
| 23 | D    | Rashed Al Hooti         | 24 dicembre 1989   | 2     | 0    | Al-Riffa     |

## Gruppo D

### Giappone
Allenatore:  Javier Aguirre
La lista dei convocati è stata annunciata il 15 dicembre 2014. Atsuto Uchida a causa di un infortunio è stato sostituito da Naomichi Ueda.
| N. | Pos. | Giocatore            | Data nascita (età) | Pres. | Reti | Squadra             |
| -- | ---- | -------------------- | ------------------ | ----- | ---- | ------------------- |
| 1  | P    | Eiji Kawashima       | 20 marzo 1983      | 64    | 0    | Standard Liegi      |
| 2  | D    | Naomichi Ueda        | 24 ottobre 1994    | 0     | 0    | Kashima Antlers     |
| 3  | D    | Gōtoku Sakai         | 14 marzo 1991      | 19    | 0    | Stoccarda           |
| 4  | A    | Keisuke Honda        | 13 giugno 1986     | 65    | 24   | Milan               |
| 5  | D    | Yūto Nagatomo        | 12 settembre 1986  | 76    | 3    | Internazionale      |
| 6  | C    | Masato Morishige     | 21 maggio 1987     | 17    | 1    | FC Tokyo            |
| 7  | C    | Yasuhito Endō        | 28 gennaio 1980    | 148   | 14   | Gamba Osaka         |
| 8  | A    | Takashi Inui         | 2 giugno 1988      | 14    | 2    | Eintracht Frankfurt |
| 9  | A    | Shinji Okazaki       | 16 aprile 1986     | 84    | 40   | Magonza             |
| 10 | C    | Shinji Kagawa        | 17 marzo 1989      | 63    | 19   | Borussia Dortmund   |
| 11 | A    | Yōhei Toyoda         | 11 aprile 1985     | 6     | 1    | Sagan Tosu          |
| 12 | P    | Shūsaku Nishikawa    | 18 giugno 1986     | 15    | 0    | Urawa Red Diamonds  |
| 13 | C    | Hiroshi Kiyotake     | 12 novembre 1989   | 26    | 1    | Hannover 96         |
| 14 | A    | Yoshinori Mutō       | 15 luglio 1992     | 6     | 1    | FC Tokyo            |
| 15 | C    | Yasuyuki Konno       | 25 gennaio 1983    | 84    | 2    | Gamba Osaka         |
| 16 | D    | Tsukasa Shiotani     | 5 dicembre 1988    | 2     | 0    | Sanfrecce Hiroshima |
| 17 | C    | Makoto Hasebe (c)    | 18 gennaio 1984    | 83    | 2    | Eintracht Frankfurt |
| 18 | D    | Gen Shōji            | 11 dicembre 1992   | 0     | 0    | Kashima Antlers     |
| 19 | A    | Yu Kobayashi         | 23 settembre 1987  | 2     | 0    | Kawasaki Frontale   |
| 20 | C    | Gaku Shibasaki       | 28 maggio 1992     | 4     | 1    | Kashima Antlers     |
| 21 | D    | Kōsuke Ōta           | 23 luglio 1987     | 3     | 0    | FC Tokyo            |
| 22 | D    | Maya Yoshida         | 24 agosto 1988     | 49    | 3    | Southampton         |
| 23 | P    | Masaaki Higashiguchi | 12 maggio 1986     | 0     | 0    | Gamba Osaka         |

### Giordania
Allenatore:  Ray Wilkins
La lista dei convocati è stata annunciata il 18 dicembre 2014.
| N. | Pos. | Giocatore          | Data nascita (età) | Pres. | Reti | Squadra         |
| -- | ---- | ------------------ | ------------------ | ----- | ---- | --------------- |
| 1  | P    | Amer Shafi (c)     | 14 febbraio 1982   | 108   | 0    | Al-Wehdat       |
| 2  | C    | Raja'i Ayed        | 25 luglio 1993     | 11    | 0    | Al-Wehdat       |
| 3  | D    | Tareq Khattab      | 6 maggio 1992      | 12    | 0    | Al-Shabab       |
| 4  | C    | Samir Raja         | 3 settembre 1994   | 0     | 0    | Al-Wehdat       |
| 5  | D    | Mohammad Mustafa   | 29 ottobre 1989    | 34    | 0    | Al-Khor         |
| 6  | C    | Odai Al-Saify      | 26 maggio 1986     | 70    | 9    | Al-Salmiya      |
| 7  | C    | Ahmed Sariweh      | 23 gennaio 1994    | 1     | 0    | Al-Wehdat       |
| 8  | C    | Saeed Murjan       | 10 febbraio 1990   | 48    | 6    | Al-Ramtha       |
| 9  | A    | Mahmoud Za'tara    | 8 gennaio 1991     | 3     | 0    | Al-Wehdat       |
| 10 | A    | Ahmad Hayel        | 30 ottobre 1983    | 56    | 18   | Al-Arabi        |
| 11 | D    | Oday Zahran        | 29 gennaio 1991    | 28    | 0    | Shabab Al-Ordon |
| 12 | P    | Moataz Yaseen      | 3 novembre 1982    | 4     | 0    | That Ras        |
| 13 | C    | Khalil Bani Attiah | 8 giugno 1991      | 42    | 6    | Al-Faisaly      |
| 14 | A    | Abdallah Deeb      | 10 marzo 1987      | 74    | 20   | Al-Riffa        |
| 15 | C    | Mohammad Al-Dawud  | 12 aprile 1992     | 2     | 0    | Al-Hidd         |
| 16 | C    | Munther Abu Amarah | 24 aprile 1992     | 7     | 0    | Al-Wehdat       |
| 17 | C    | Saleh Rateb        | 18 dicembre 1994   | 1     | 0    | Al-Wehdat       |
| 18 | C    | Ahmed Elias        | 9 novembre 1990    | 1     | 0    | Al-Wehdat       |
| 19 | D    | Anas Bani Yaseen   | 29 novembre 1988   | 62    | 3    | Al-Raed         |
| 20 | A    | Hamza Al-Dardour   | 12 maggio 1991     | 17    | 4    | Al-Khaleej      |
| 21 | D    | Mohammad Al-Dmeiri | 30 agosto 1987     | 48    | 2    | Al-Ittihad      |
| 22 | P    | Ahmed Abdel-Sattar | 6 luglio 1984      | 6     | 0    | Al-Jazeera      |
| 23 | A    | Yusuf Al-Rawashdeh | 14 marzo 1990      | 12    | 1    | Al-Ramtha       |

### Iraq
Allenatore:  Radhi Shenaishil
La lista dei convocati è stata annunciata il 29 dicembre 2014.
| N. | Pos. | Giocatore          | Data nascita (età) | Pres. | Reti | Squadra        |
| -- | ---- | ------------------ | ------------------ | ----- | ---- | -------------- |
| 1  | P    | Ali Yaseen         | 9 agosto 1993      | 0     | 0    | Naft Al-Janoob |
| 2  | D    | Ahmad Ibrahim      | 25 febbraio 1992   | 41    | 0    | Ajman          |
| 3  | D    | Ali Bahjat         | 3 marzo 1992       | 21    | 0    | Al-Shorta      |
| 4  | D    | Ali Faez           | 9 settembre 1994   | 8     | 0    | Erbil          |
| 5  | C    | Yaser Kasim        | 10 maggio 1991     | 5     | 1    | Swindon Town   |
| 6  | D    | Ali Adnan          | 19 dicembre 1993   | 27    | 1    | Rizespor       |
| 7  | C    | Amjad Kalaf        | 5 ottobre 1991     | 18    | 0    | Al-Shorta      |
| 8  | A    | Justin Meram       | 4 dicembre 1988    | 4     | 0    | Columbus Crew  |
| 9  | C    | Ahmed Yasin        | 22 aprile 1991     | 30    | 1    | Örebro         |
| 10 | A    | Younis Mahmoud (c) | 3 febbraio 1983    | 131   | 51   | Al-Sadd        |
| 11 | C    | Humam Tariq        | 10 febbraio 1996   | 23    | 0    | Al Dhafra      |
| 12 | P    | Jalal Hassan       | 18 maggio 1991     | 14    | 0    | Erbil          |
| 13 | C    | Osama Rashid       | 17 gennaio 1992    | 9     | 0    | Alphense Boys  |
| 14 | D    | Salam Shaker       | 31 luglio 1986     | 76    | 4    | Al-Shorta      |
| 15 | D    | Dhurgham Ismail    | 23 maggio 1994     | 17    | 1    | Al-Shorta      |
| 16 | A    | Marwan Hussein     | 4 gennaio 1991     | 5     | 0    | Al-Shorta      |
| 17 | A    | Alaa Abdul-Zahra   | 22 dicembre 1987   | 63    | 13   | Al-Shorta      |
| 18 | D    | Sameh Saeed        | 1º luglio 1992     | 2     | 0    | Baghdad        |
| 19 | C    | Mahdi Kamel        | 6 gennaio 1995     | 10    | 0    | Al-Shorta      |
| 20 | P    | Mohammed Hameed    | 24 gennaio 1993    | 10    | 0    | Al-Shorta      |
| 21 | C    | Saad Abdul-Amir    | 19 gennaio 1992    | 36    | 1    | Erbil          |
| 22 | C    | Ali Hisni          | 1º ottobre 1994    | 3     | 0    | Al-Minaa       |
| 23 | D    | Waleed Salem       | 5 gennaio 1992     | 23    | 0    | Al-Shorta      |

### Palestina
Allenatore:  Saeb Jendeya
La lista definitiva è stata annunciata il 25 dicembre 2014.
| N. | Pos. | Giocatore           | Data nascita (età)         | Pres. | Reti | Squadra                          |
| -- | ---- | ------------------- | -------------------------- | ----- | ---- | -------------------------------- |
| 1  | P    | Toufic Ali          | 8 novembre 1990            | 14    | 0    | Taraji Wadi Al-Nes               |
| 2  | D    | Raed Fares          | 6 dicembre 1982            | 27    | 0    | Hilal Al-Quds                    |
| 3  | C    | Hussam Abu Saleh    | 14 febbraio 1983           | 44    | 3    | Hilal Al-Quds                    |
| 4  | D    | Ahmed Harbi         | 16 luglio 1986             | 20    | 1    | Markaz Shabab Al-Am'ari          |
| 5  | D    | Haytham Dheeb       | 3 dicembre 1986            | 17    | 1    | Hilal Al-Quds                    |
| 6  | D    | Mousa Abu Jazar     | 28 agosto 1987             | 29    | 1    | Shabab Al-Khaleel                |
| 7  | A    | Ashraf Nu'man       | 29 luglio 1986             | 40    | 13   | Al-Faisaly                       |
| 8  | C    | Hesham Salhe        | 8 novembre 1987            | 9     | 0    | Hilal Al-Quds                    |
| 9  | A    | Khaled Salem        | 17 novembre 1989           | 12    | 0    | Shabab Al-Dhahiriya              |
| 10 | C    | Ismail Al-Amour     | 02 ottobre 1983            | 39    | 7    | Hilal Al-Quds                    |
| 11 | A    | Ahmed Maher         | 22 luglio 1991             | 10    | 5    | Shabab Al-Dhahiriya              |
| 12 | D    | Tamer Salah         | 3 febbraio 1986            | 0     | 0    | Hilal Al-Quds                    |
| 13 | C    | Jaka Ihbeisheh      | 29 agosto 1986             | 0     | 0    | NK Krka                          |
| 14 | D    | Abdullah Jaber      | 17 febbraio 1993           | 8     | 0    | Hilal Al-Quds                    |
| 15 | D    | Abdelatif Bahdari   | 20 febbraio 1984 (30 anni) | 29    | 1    | Al-Wehdat                        |
| 16 | A    | Mahmoud Eid         | 23 giugno 1993             | 0     | 0    | Nyköpings                        |
| 17 | D    | Alexis Norambuena   | 31 marzo 1984              | 7     | 0    | Górniczy Klub Sportowy Bełchatów |
| 18 | D    | Mus'ab Al-Batat     | 21 novembre 1993           | 3     | 0    | Shabab Al-Dhahiriya              |
| 19 | A    | Abdelhamid Abuhabib | 8 giugno 1989              | 25    | 6    | Markaz Balata                    |
| 20 | C    | Khader Yousef       | 6 ottobre 1984             | 47    | 1    | Taraji Wadi Al-Nes               |
| 21 | P    | Ramzi Saleh (c)     | 8 agosto 1980              | 105   | 0    | Smouha                           |
| 22 | P    | Rami Hamadi         | 20 aprile 1991             | 0     | 0    | Khader                           |
| 23 | C    | Murad Ismail Said   | 15 dicembre 1982           | 27    | 1    | Hilal Al-Quds                    |